# Kigelia africana
Kigelia je rod cvetočih rastlin iz družine Bignoniaceae. Rod vsebuje le eno vrsto, Kigelia africana, ki se pojavlja po vsej tropski Afriki. Drevo rodi strupeno sadje, ki je dolgo do 60 cm, tehta približno 7 kg in spominja na klobaso v ovitku.

## Etimologija
Ime rodu izvira iz mozambiškega imena v jeziku Bantu, kigeli-keia, medtem ko se običajni imeni drevo s klobasami (angl. sausage tree) in drevo s kumarami (angl. cucumber tree)  nanašata na dolg sadež, podoben klobasi. Njegovo ime v afrikanščini worsboom tudi pomeni drevo s klobasami, njegovo arabsko ime pa pomeni "potovalka" (torba).

## Opis
To je drevo, ki zraste do 20 m visoko in ima običajno razširjene veje. Lubje je sprva sivo in gladko, na starejših drevesih se lušči. Lahko je debelo do 6 mm na veji s premerom 15 centimetrov. Les je bledo rjav ali rumenkast, nediferenciran in ni nagnjen k pokanju.

### Listje
Drevo je zimzeleno, kjer padavine padajo skozi vse leto, vendar listopadno, kjer je dolga sušna sezona. Listi so nasproti ali v kolobarjih po tri, od 30 do 51 cm dolgi, pernati, s šestimi do desetimi ovalnimi lističi, dolgimi do 20 cm in 5,7 cm širokimi, končni listič je lahko prisoten ali odsoten.

### Cvetje
Cvetovi (in pozneje plodovi) visijo z vej na dolgih gibkih steblih (dolžine 2–6 m). Po mnenju avtorja/fotografa narave Winstona Williamsa so lahko ta stebla ali peclji dolgi do 7,5 m. Cvetovi nastanejo v grozdih; so zvonasti (podobni drevesu afriškega tulipanovca (Spathodea campanulata), vendar širši in veliko temnejši ter bolj voščeni), oranžne do rjave ali škrlatno zelene in široki približno 10 cm. Posamezni cvetovi ne visijo navzdol, ampak so usmerjeni vodoravno.

### Plodovi
Plod je olesenela jagoda, dolga od 30 do 99 cm in široka do 18 cm, vendar so poročali o 20 cm. Običajno tehta med 5 in 10 kg, občasno pa tudi do 12 kg, in visi na dolgih vrvi podobnih steblih. Sadna kaša je vlaknasta, vsebuje veliko semen.

## Združenja vrst
Nekatere ptice privlačijo cvetovi in močna stebla vsakega cveta so idealna opora. Njihov vonj je najbolj opazen ponoči, kar kaže, da so na opraševanje prilagojeni netopirji, ki jih obiskujejo zaradi cvetnega prahu in nektarja. Cvetovi pa ostajajo odprti tudi podnevi in jih svobodno obiskujejo številni opraševalci žuželk, zlasti velike vrste, kot so lesne čebele. Sadje jedo različni sesalci, med njimi pavijani, prašiči, savanski sloni, žirafe, povodnimi konji, opice in ježevci. Semena so razpršena v njihovih iztrebkih. Semena jedo tudi majerjeve papige (Poicephalus meyeri) in rjavoglave papige (Poicephalus cryptoxanthus), listje drevesa pa sloni in veliki kudu (Joffe 2003; del Hoyo et al. 1997). Uvedeni osebki v avstralskih parkih so zelo priljubljeni pri kakadujih.

## Gojenje in uporaba
Sveže sadje je strupeno in močno odvaja; sadje se pripravi za uživanje s sušenjem, praženjem ali fermentacijo (Joffe 2003; McBurney 2004). V Bocvani se les uporablja za makoros (čoln), jarme in vesla.
Izvlečki lubja, cvetov in plodov Kigelia Africana se vse pogosteje uporabljajo v izdelkih za nego kože zaradi visoke ravni antioksidantov in protivnetnih sestavin. Zaradi lastnosti fitohormona ima visoko učvrstitev kože.
Trdo lupino (kožo) sadja lahko izdolbemo, očistimo in naredimo v uporabne, trpežne posode različnih velikosti.
Drevo se pogosto goji kot okrasno drevo v tropskih regijah zaradi njegovih okrasnih cvetov in nenavadnih plodov. Mesta za sajenje je treba izbrati previdno, saj lahko padajoči plodovi povzročijo resne poškodbe ljudi in poškodujejo vozila, parkirana pod drevesi.
V osrednji Keniji, zlasti pri Agikuyu in Akambah, se posušeno sadje uporablja za pripravo alkoholne pijače (muratina v Kikuyu, kaluvu v Kambi), ki je osrednja sestavina kulturnih dogodkov v osrednji Keniji. Plodove poberejo, nato razcepijo na dva dela vzdolž zrna, nato pa posušijo na soncu. Posušene plodove nato obdelajo s cvetnim prahom in medom. Tako obdelano (miatin) se nato uporabi v procesu fermentacije pri izdelavi sladkega piva.

## Galerija
- Detajl lubja
- Cvet v razvoju
- Socvetje kigalije
- Odpadli cvetni venčki
- Plod
- Kigelia africana cvet v Pondicherryju v Indiji
- Listi na drevesu v Kalkuti, Zahodni Bengal, Indija
- Cvetni brsti
- Drevo v Bocvani uporabljeno senca za piknik
- Semena in lupina zlomljenega ploda.
- Kigelia africana
- Kigelia africana nezrelimi plodovi: kampus UWI, Trinidad, februar 2015
- Kigelia africana: campus U. West Indies, Trinidad, feb. 2015
- Vhod na konservatorij Lincoln Park v Chicagu, Il
- Socvetje: Kigelia africana. Univerza Queensland, St Lucia, Queensland, Brisbane
- Plod & cvet